# Sonderkraftfahrzeug
Der Begriff Sonder(kraft)fahrzeug wird für Fahrzeuge genutzt, deren Zuordnung bei anderen Kraftfahrzeugarten oder Fahrzeugsegmenten unpassend erscheint. Die Zuweisung dieser Begrifflichkeit erfolgt meist in amtlichen Werken. Besondere Bekanntheit hat die Kurzbezeichnung Sd.Kfz. für alle militärischen Fahrzeuge der Wehrmacht, die nicht vom zivilen Sektor übernommen wurden (z. B. Lastwagen).

## Allgemeine Bezeichnungen
Sonderkraftfahrzeug wird als Begriff in Werken des Statistischen Bundesamtes genutzt. Im Bereich der Straßenverkehrs-Zulassungs-Ordnung (StVZO) wurde bis Einführung der EG-Fahrzeugklassen die ähnliche Bezeichnung „Sonstiges Kraftfahrzeug“ für Wohnmobile genutzt. Hierzu mussten bestimmte Mindestkriterien erfüllt sein (Sitzgelegenheit, Schlafplätze, Stauraum, Küche). Nach EG-Fahrzeugklassen gehören Wohnmobile spätestens seit 2009 in die Klasse M mit dem Aufbau SA (Anlage XXIX zur StVZO (zu § 20 Absatz 3a Satz 4) Abschnitt 1, Nr. 5.1).
Aber auch andere Fahrzeuge werden in Deutschland in den Fahrzeugpapieren als „Sonstige Kfz“ (abgekürzt „SO.KFZ“) eingetragen. Zum Beispiel Feuerwehr- und Rettungsdienstfahrzeuge, Unfallhilfswagen, Leichenwagen und noch einige andere Fahrzeuge, die für besondere Zwecke gebaut wurden. Für Sonderkraftfahrzeuge gelten laut StVO teilweise andere zulässige Höchstgeschwindigkeiten. Während LKW über 3,5t zGG max. 80 km/h schnell fahren dürfen, sind sonstige Kfz über 3,5t zGG bis zu 100 km/h zugelassen.

## Zivile Sonderkraftfahrzeuge
Nach Eurostat fallen in die Kategorie Sonderfahrzeuge Straßenfahrzeuge für besondere Zwecke außer zur Beförderung von Personen oder Gütern. Es kann sich um ein Fahrzeug der Klassen M, N oder O handeln. Hierunter fallen Feuerwehrfahrzeuge, Kranwagen, selbstfahrende Straßenwalzen, Bulldozer mit Metallrädern oder Kette, Übertragungswagen für Film, Hörfunk und Fernsehen, Fahrbüchereien, Abschleppwagen, Eichfahrzeuge und weitere selbstfahrende Arbeitsmaschinen sowie sonstige Sonderfahrzeuge.

## Sonderkraftfahrzeuge der Polizei
Sonderkraftfahrzeuge bei der Polizei sind als Fahrzeuge bekannt, die von der Polizei für besondere Zwecke gedacht sind. Dazu zählen auch frühe Panzerwagen, wie der 1921 Schupo Sonderwagen Benz/21, der Schupo Sonderwagen Ehrhardt/21 und der Daimler DZVR 21. Je nach Anforderungsprofil wurden unterschiedliche Sonderfahrzeugtypen wie Wasserwerfer oder Radpanzer entwickelt. Nachfolgend sind einige dieser Fahrzeuge mit dem Jahr ihrer Einführung und weiteren Angaben aufgeführt um einen Überblick zur Bandbreite der Fahrzeuge zu geben.
- 1921 VP21 Schupo Sonderwagen Benz/21
(Panzerwagen mit 2 Geschütztürmen)
- 1964 WaWe 64 Sonderfahrzeug Wasserwerfer 64
(gepanzerter Wasserwerfer)
- 1969 Sonderwagen 4
(Radpanzer mit Räumschild)
- 1974 WaWe 74 Wasserwerfer 4000
(Wasserwerfer)
- 2008 Wasserwerfer 10000
(gepanzerter Wasserwerfer)
- 2009 Sonderwagen 5 Survivor R
(Radpanzer mit Waffenmodulen)

## Sonderkraftfahrzeuge beim Militär

### Sonderkraftfahrzeuge der Wehrmacht

Sd.Kfz. 101 / Panzerkampfwagen I

Sonderkraftfahrzeug (kurz: Sd.Kfz. englisch special purpose vehicle) ist unter anderem die Sammelbezeichnung für speziell für die deutsche Wehrmacht gefertigte militärische Kraftfahrzeuge jeglicher Art und Modifikation, die bis Ende des Zweiten Weltkriegs entwickelt, gebaut oder genutzt wurden.
Die Nummerierung war fortlaufend aufsteigend und folgte einer allgemeinen Systematik, die im Wesentlichen vom Typ, Einsatzzweck, Verwendung oder der Bezeichnung des betreffenden Sonderfahrzeugs abhängig war. So stand Sd.Kfz. 101 beispielsweise für den Panzerkampfwagen I (auch: PzKpfw I oder Panzer I).
Die von einem bestimmten Basisfahrzeug abgeleiteten Versionen behielten in  der Regel die Nummer der Basisversion, wobei die Zusatznummer die jeweilige Version spezifizierte (Beispiel: Sd.Kfz. 251 mittlerer gepanzerter Schützenpanzerwagen (Grundversion); davon abgeleitet Sd.Kfz. 251/22 … mit 7,5-cm-PaK 40 L/46). Ausnahmen und Sonderregelungen wie beispielsweise für Beutefahrzeuge waren möglich.
Dis Systematik folgte der nachstehenden Grobeinteilung:
- 1 bis 99: Schlepper
- 100 bis 199: Kampfpanzer
- 200 bis 299: Späh- und Schützenpanzer
- ab 300: Minenräumer und Ladungsträger
- ohne Nummer: Prototypen und Beutefahrzeuge

### Sonderkraftfahrzeuge der Nationalen Volksarmee (DDR)
Auch in der DDR wurden nach dem Zweiten Weltkrieg militärische Fahrzeuge unter der Bezeichnung Sonderkraftfahrzeug gebaut, wie der Spähwagen Sonder Kfz-1 (SK-1) und der Wasserwerfer SK-2.